# Ляжбердино
Ляжбердино — деревня в Параньгинском районе Республики Марий Эл России. Входит в состав городского поселения Параньга.

## География
Деревня находится в восточной части республики, в зоне хвойно-широколиственных лесов, на правом берегу реки Параньгинки, при автодороге 88Н-11004, к югу от Параньги, административного центра района. Абсолютная высота — 137 метров над уровнем моря.

### Климат
Климат характеризуется как умеренно континентальный, с умеренно холодной снежной зимой и относительно тёплым летом. Среднегодовая температура воздуха — 2,2 °С. Средняя температура воздуха самого тёплого месяца (июля) — 18,5 °C; самого холодного (января) — −14 °C. Продолжительность периода с устойчивыми морозами — в среднем 127 дней. Среднегодовое количество атмосферных осадков составляет 496 мм, из которых около 70 % выпадает в период с апреля по октябрь.

### Часовой пояс
Деревня Ляжбердино, как и вся Марий Эл, находится в часовой зоне МСК (московское время). Смещение применяемого времени относительно UTC составляет +3:00.

## История
В «Списке населенных мест по сведениям 1859—1873 годов», изданном в 1876 году, населённый пункт упомянут как казённая деревня Ляжбердина Уржумского уезда Вятской губернии. Располагалась при речке Паранге, по левую сторону Старо-Казанской коммерческой дороги, в 61 версте от уездного города Уржума и в 16 верстах от становой квартиры в казённом селе Турек (Турекское). В деревне, в 33 дворах жили 272 человека (131 мужчина и 141 женщина), была мечеть.

## Население
| 2010 | 2012 | 2013 | 2014 | 2015 | 2016 | 2017 |
| ---- | ---- | ---- | ---- | ---- | ---- | ---- |
| 242  | ↘233 | ↗238 | ↘234 | ↘223 | ↘213 | ↘212 |
| 2018 | 2019 | 2020 | 2021 | 2023 |      |      |
| ↘209 | ↘204 | ↗207 | ↘193 | →193 |      |      |

### Национальный состав
Согласно результатам переписи 2002 года, в национальной структуре населения татары составляли 99 % из 246 чел.